# بقعه شیخ زین‌الدین علی خاموش
بقعه شیخ زین الدین علی خاموش مربوط به سدهٔ ۱۰ و ۱۱ ه.ق است و در ندوشن، داخل شهر واقع شده و این اثر در تاریخ ۹ اردیبهشت ۱۳۸۲ با شمارهٔ ثبت ۸۵۵۵ به‌عنوان یکی از آثار ملی ایران به ثبت رسیده است.